# Ford Gyron
La Ford Gyron était un gyrocar futuriste à deux roues présentée pour la première fois au monde en 1961 au Salon international de l'automobile d'Amérique du Nord en tant que concept car conçu par Syd Mead. Une roue était à l'avant et l'autre à l'arrière comme sur une moto et la voiture était stabilisée par des gyroscopes. Les deux occupants du véhicule étaient assis côte à côte et, lorsque le véhicule était à l'arrêt, deux petites jambes apparaissaient sur les côtés pour le soutenir. Le véhicule a été créé à des fins de recherche et de marketing, sans intention de le mettre en production.
Alex Tremulis était le concepteur et les systèmes gyroscopiques étaient basés sur les théories de Louis Brennan. La Ford Motor Company de Detroit a attribué le mérite de la Gyron à Louis Brennan. Alex Tremulis avait commencé sa carrière dans l'US Air Force et, en 1948, il avait travaillé à la Wright-Patterson Air Force Base sur le concept des soucoupes volantes militaires. Il est ensuite devenu le concepteur en chef de la malheureuse automobile Tucker avant de rejoindre Ford, et il a également été impliqué dans les motos gyroscopiques Tuscan et la voiture gyroscopique Gyronaught XU1.
Le concept original en fibre de verre a été détruit dans l'incendie du Ford Rotunda en 1962. Il ne reste aujourd'hui que le modèle de studio, il a été vendu aux enchères en décembre 2012 pour 40 000 $.